# El Hadji Dieye
El Hadji Dieye (6 giugno 2002) è un calciatore senegalese, centrocampista del Saint-Étienne.

## Carriera
Inizia a giocare in patria nelle giovanili del Guédiawaye. Nell'agosto 2021 viene acquistato dal Saint-Étienne, che inizialmente lo aggrega al proprio settore giovanile, mentre due mesi dopo firma il suo primo contratto da professionista con la squadra. Il 10 ottobre successivo esordisce in Ligue 1, giocando l'incontro perso per 5-1 sul campo dello Strasburgo, subentrando al minuto '78 a Timothée Kolodziejczak.

## Statistiche

### Presenze e reti nei club
Statistiche aggiornate all'8 aprile 2022.
| Stagione        | Squadra         | Campionato      | Campionato | Campionato | Coppe nazionali | Coppe nazionali | Coppe nazionali | Coppe continentali | Coppe continentali | Coppe continentali | Altre coppe | Altre coppe | Altre coppe | Totale | Totale |
| Stagione        | Squadra         | Comp            | Pres       | Reti       | Comp            | Pres            | Reti            | Comp               | Pres               | Reti               | Comp        | Pres        | Reti        | Pres   | Reti   |
| --------------- | --------------- | --------------- | ---------- | ---------- | --------------- | --------------- | --------------- | ------------------ | ------------------ | ------------------ | ----------- | ----------- | ----------- | ------ | ------ |
| 2021-2022       | Saint-Étienne   | L1              | 5          | 0          | CF              | 1               | 0               |                    | -                  | -                  |             | -           | -           | 6      | 0      |
| Totale carriera | Totale carriera | Totale carriera | 5          | 0          |                 | 1               | 0               |                    | -                  | -                  |             | -           | -           | 6      | 0      |